# Iva (gênero)
Iva é um género botânico pertencente à família Asteraceae. Possui 25 espécies.

## Classificação do gênero
| Sistema | Classificação                     | Referência               |
| ------- | --------------------------------- | ------------------------ |
| Linné   | Classe Monoecia, ordem Pentandria | Species plantarum (1753) |